# 영빈관
영빈관(迎賓館)은 외국의 국가원수나 정부의 장 등 국빈을 맞이했을 때 회식이나 숙박 등의 대접을 하는 시설이다.

## 각국의 영빈관
- 대한민국 - 청와대 영빈관
- 조선민주주의인민공화국 - 백화원 영빈관
- 일본 - 아카사카 이궁
- 중국 - 댜오위타이 국빈관
- 대만 - 타이베이 빈관
- 미국 - 블레어 하우스(영어판)